# Cyperus surinamensis
Cyperus surinamensis es una especie de planta del género Cyperus. Está reportada para Venezuela en todos los estados excepto en  los estados Cojedes, Carabobo, Lara y Trujillo.